# Spărgător de nuci

Utilizarea unui spărgător de nuci

Spărgătorul de nuci este un instrument pentru deschiderea nucilor sau crăparea cojilor de nuci. Spărgătoarele de nuci au diferite forme și variante.

## Tipuri

### Funcționale
- „Spărgătorul de nuci în formă de clește” constau din două brațe care sunt prinse printr-o articulație. nuca este plasată între brațe, care sunt apoi strânse împreună, provocând spargerea coajii.
- „Spărgătorul de nuci cu șurub”, este format din două părți: un fel de castron în care este așezată nuca și un capac sau un șurub care poate fi înșurubat presând nuca. Coaja nucii este spartă la înșurubare.

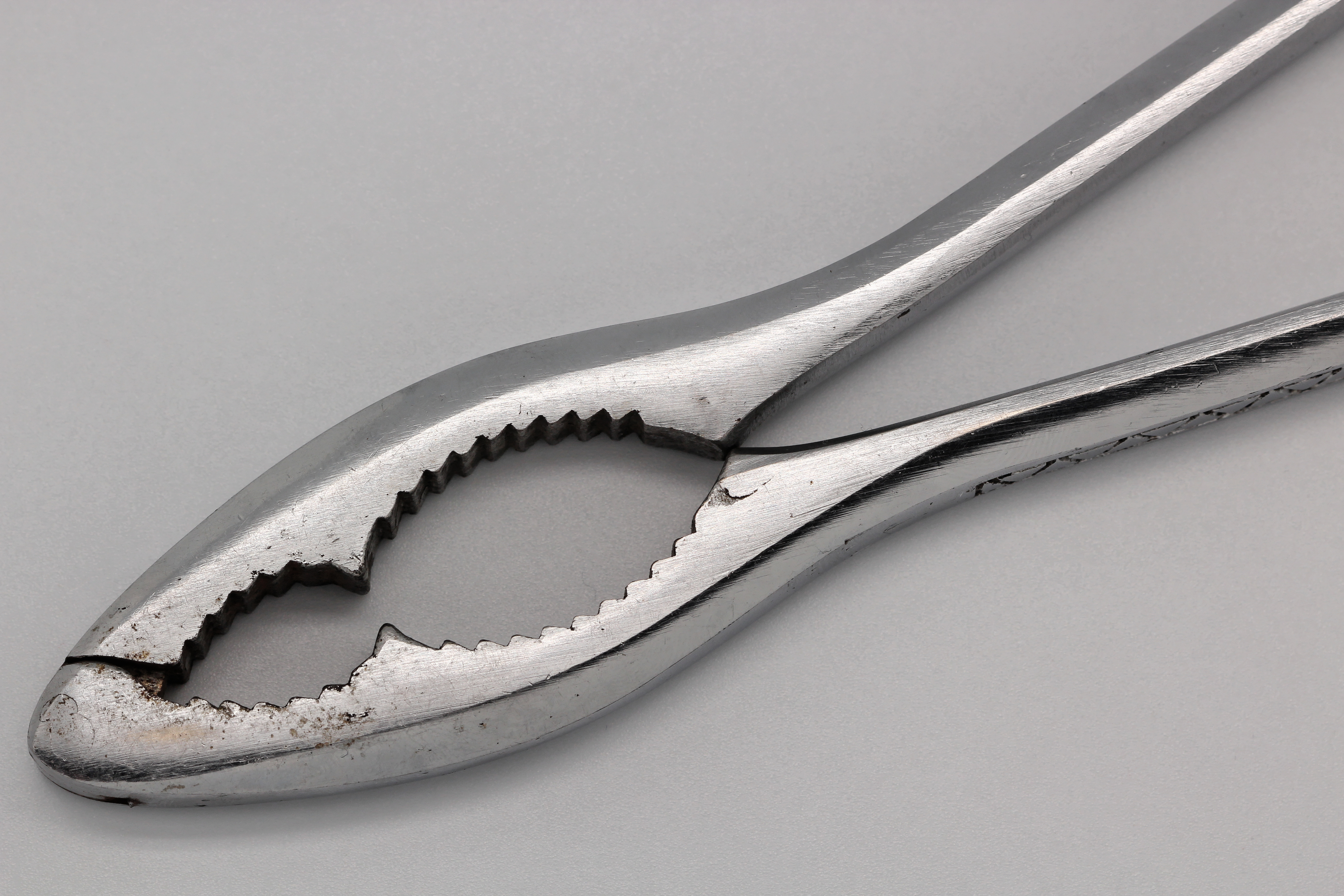
Spărgător de nuci – clește
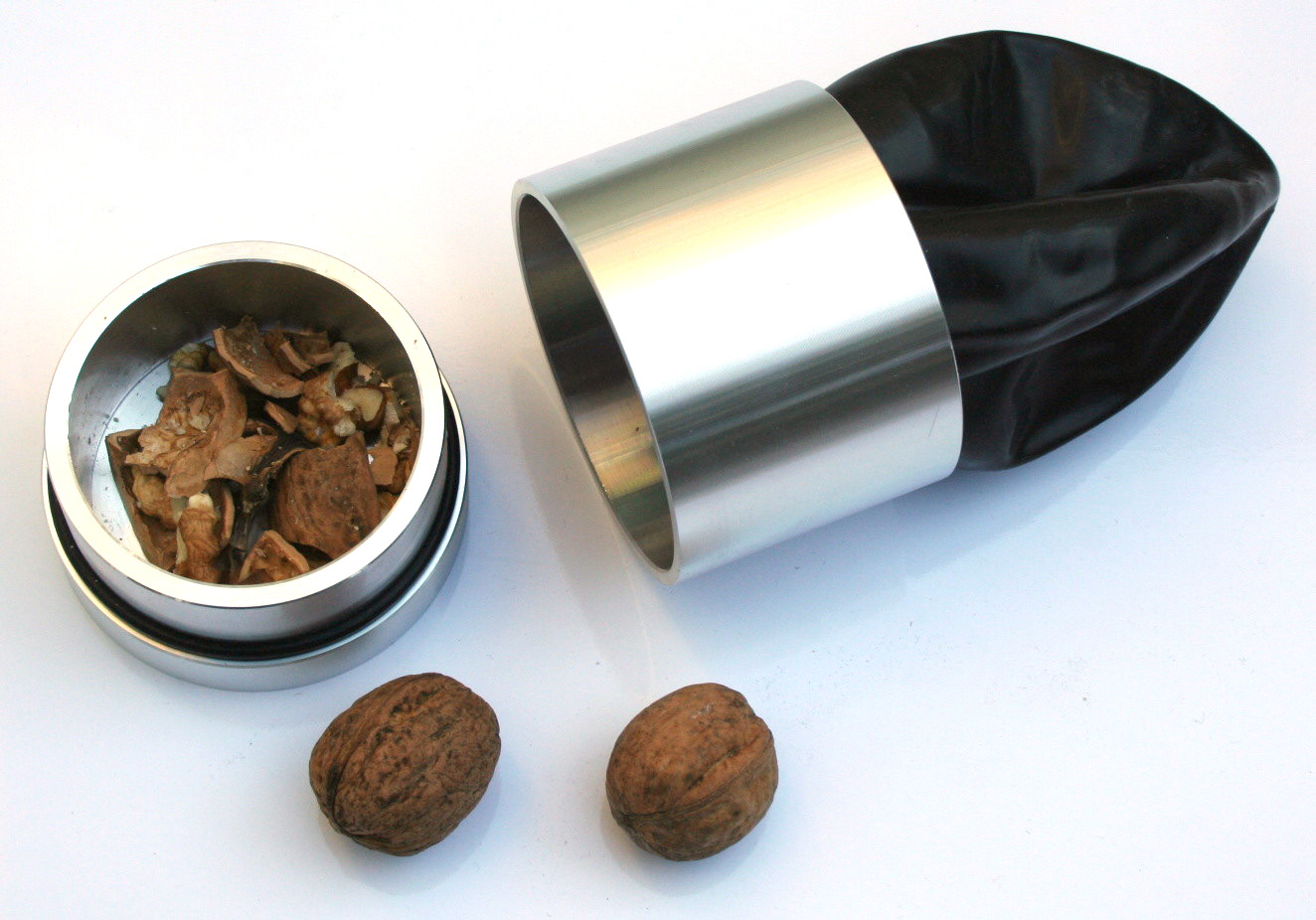
Spărgător de nuci din aluminiu
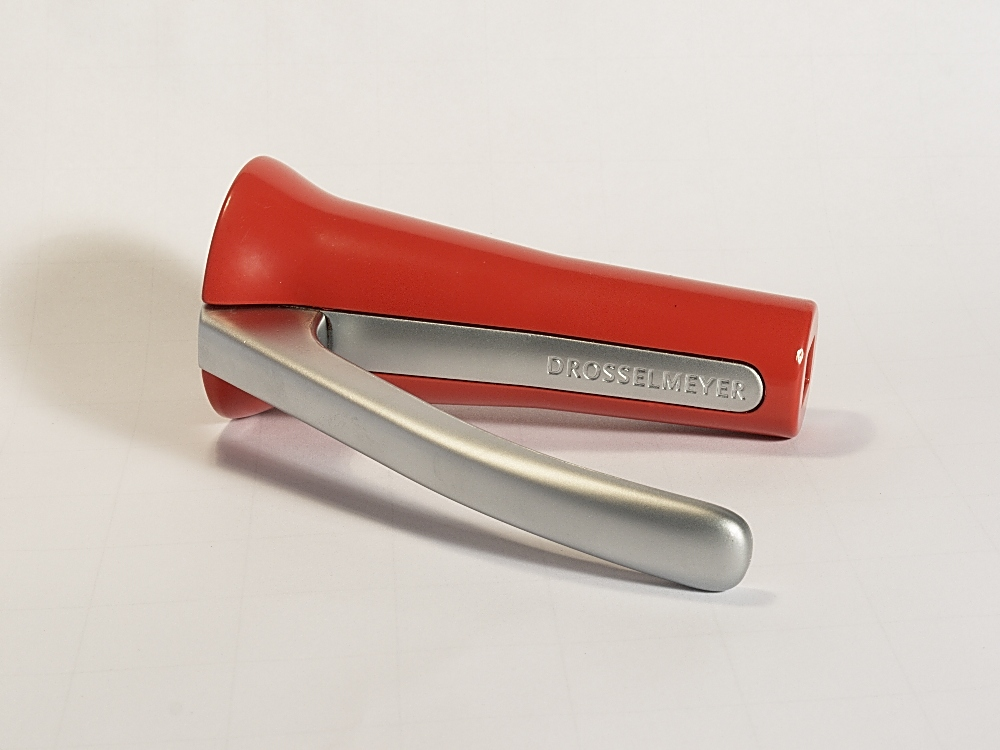
Spărgător de nuci – pahar „Drosselmeyer”, cu levier
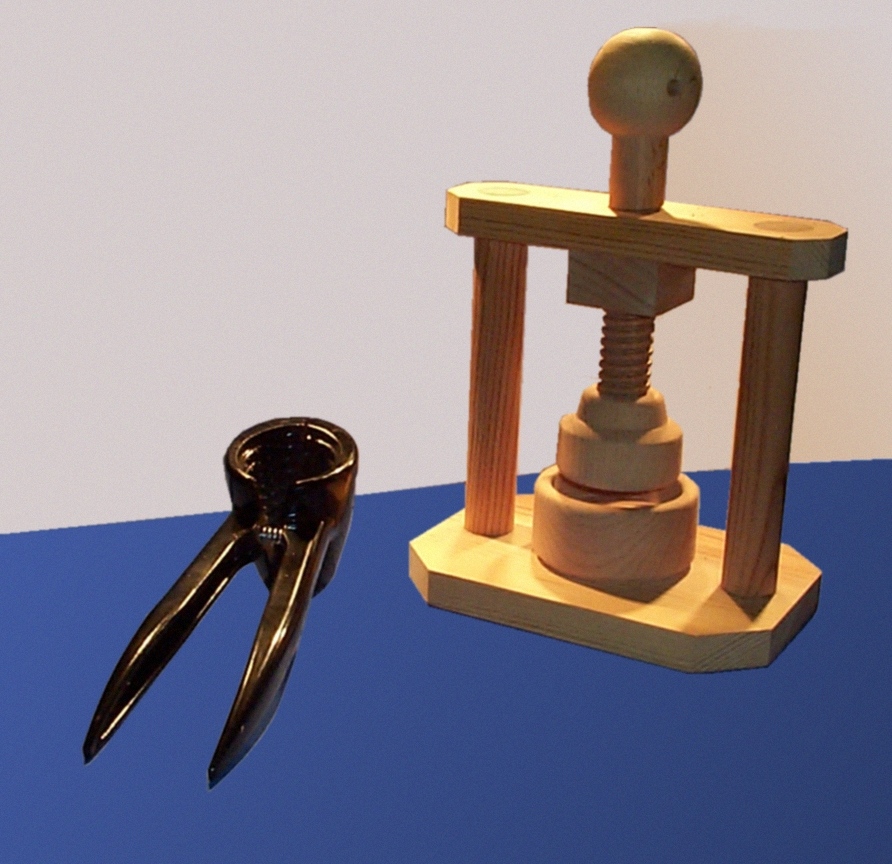
Spărgătoare de nuci funcționale

### Decorative

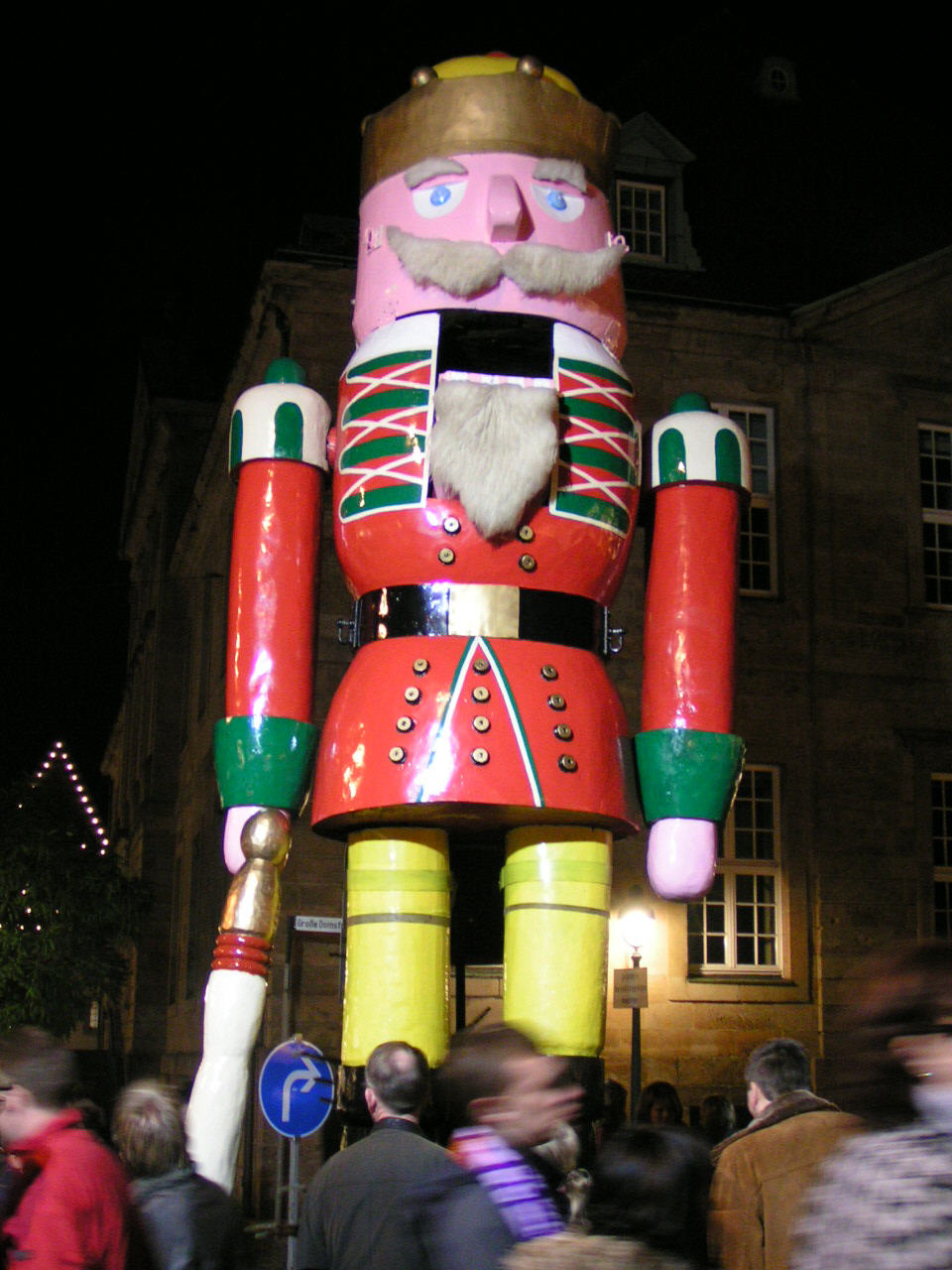
Spărgător de nuci de 6 m înălțime la Piața de Crăciun din Osnabrück

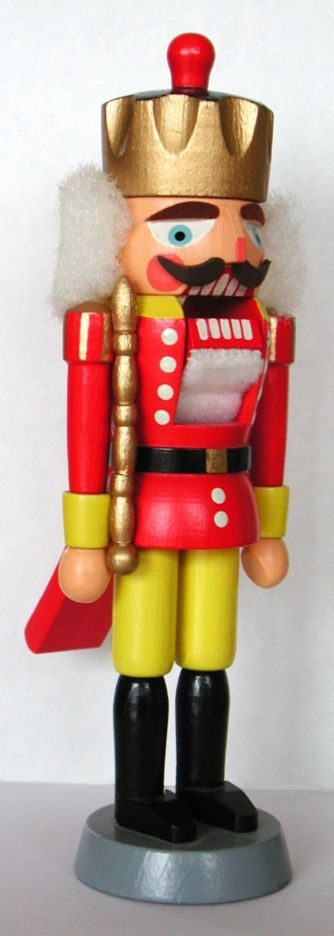
Un spărgător de nuci tipic din Munții Metaliferi, așa cum a fost fabricat la mijlocul secolului al XVIII-lea

- „Figurine de spărgător de nuci” din lemn, care sparg nucile în „gura” lor folosind sistemul de pârghie. Aceste figurine sunt amenajate ca decorațiuni în timpul sezonului de Crăciun. Figurile din lemn numite inițial „Nussbeisser” (mușcător de nuci) și destinate comerțului au fost realizate în jurul anului 1650 în Berchtesgaden și din 1735 în Sonneberg. În Erzgebirge producția de figuri de spărgător de nuci s-a răspândit în a doua jumătate a secolului al XIX-lea, cu centrul în  Seiffen. Aspectul adesea sumbru al fețelor spărgătorul de nuci seamănă cu autoritățile din acea vreme (pădurari,  jandarmi, regi, husari etc.). Un spărgător de nuci de aproximativ 35 cm de acest tip este fabricat în aproximativ 130 de faze de lucru și poate consta din 60 de piese individuale. Este fabricat în principal din molid sau lemn de fag, iar pentru decorare sunt folosite materiale precum blană, perii, piele, țesături, șnururi și vopsele de culori vii.